# Lichtkompensationspunkt
Der Lichtkompensationspunkt einer Pflanze gibt an, bei welcher Beleuchtungsstärke das durch den Calvinzyklus fixierte Kohlenstoffdioxid und das bei ihrer Atmung ausgeschiedene Kohlenstoffdioxid mengenmäßig gerade gleich sind. Die Beleuchtungsstärke gibt dabei an, wie viel photosynthetisch nutzbares Licht, also Photonen der Wellenlängen 400 bis 700 nm pro Fläche und Zeit auf die Pflanzen treffen (µmol·m−2·s−1).
Dies lässt sich auch auf den Sauerstoffumsatz beziehen: Die Lichtintensität, bei der sich der Sauerstoffverbrauch durch die Atmung einer Pflanze und die Sauerstoffproduktion durch ihre Photosynthese die Waage halten, ist der Lichtkompensationspunkt.
Wird dieser Punkt überschritten, findet ein Nettogewinn bei der Kohlenstofffixierung statt (Netto-Photosynthese). Langfristig kann die Pflanze also nur bei Beleuchtungsstärken oberhalb des Kompensationspunktes überleben.

Abhängigkeit der Photosyntheserate (Ordinate) von der zur Verfügung stehenden Lichtmenge (Abszisse) bei Sonnen- bzw. Schattenpflanzen. Der Lichtsättigungspunkt wird von Schattenpflanzen wesentlich schneller erreicht, ihr Lichtkompensationspunkt liegt auch niedriger. Beim positiven Bereich der Ordinate findet eine Netto-Photosynthese statt, während im negativen Bereich eine Netto-Atmung auftritt.

Durch den Lichtkompensationspunkt lassen sich Sonnenpflanzen und Schattenpflanzen voneinander unterscheiden. Während bei Sonnenpflanzen der Lichtkompensationspunkt erst bei relativ hoher Beleuchtungsstärke erreicht wird, können Schattenpflanzen bereits bei geringerer Beleuchtungsstärke einen Nettogewinn bei der Kohlenstofffixierung aufweisen. Der Lichtkompensationspunkt bei einem Sonnenblatt liegt bei 20–30 µmol·m−2·s−1, bei einem Schattenblatt bei unter 10 µmol·m−2·s−1.
Bei C4-Pflanzen liegt die Beleuchtungsstärke am Lichtkompensationspunkt höher als bei C3-Pflanzen, sie brauchen also wesentlich mehr Licht als C3-Pflanzen, um zu existieren. Jedoch sind sie bei hohen Beleuchtungsstärken den C3-Pflanzen in ihrer Photosyntheserate weit überlegen. Unter natürlichen Bedingungen erreichen C4-Pflanzen ihren Lichtsättigungspunkt nicht, sie sind also in aller Regel lichtlimitiert. Lediglich, wenn starker Wassermangel die Pflanze dazu veranlasst, ihre Stomata weitgehend oder ganz zu schließen, und es infolgedessen zu CO2-Mangel kommt, sind sie CO2-limitiert.

## Belege
1. ↑  Katharina Munk: Botanik. Thieme, 2008; ISBN 978-3131448514, S. 263
2. ↑  Linder Biologie Gesamtband, Schroedel, 22. Auflage, Braunschweig, 2005, S. 56
3. ↑  Joachim W. Kadereit, Christian Körner, Benedikt Kost, Uwe Sonnewald: Strasburger, Lehrbuch der Pflanzenwissenschaften, 37. Auflage, 2014, Springer-Spektrum, doi:10.1007/978-3-642-54435-4, Seite 396